# Kanton Treffurt

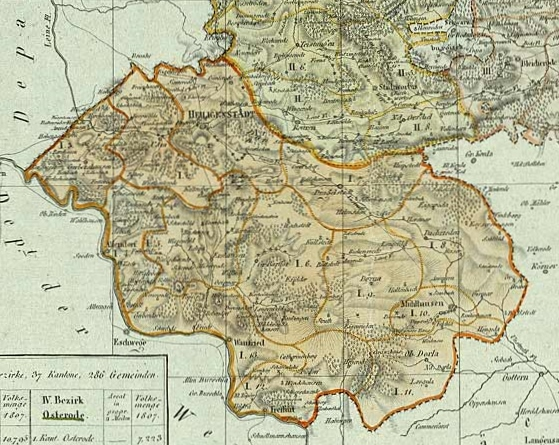
Der Kanton Treffurt im District Heiligenstadt

Der Kanton Treffurt  war eine Verwaltungseinheit im Distrikt Heiligenstadt des Departements des Harzes im napoleonischen Königreich Westphalen. Hauptort des Kantons und Sitz des Friedensgerichts war der Ort Treffurt im heutigen thüringischen Wartburgkreis. Der Kanton bestand aus den neun nördlich der Werra gelegenen Orten der aufgelösten Ganerbschaft Treffurt, dem hessischen Ort Heldra und den zwei eichsfeldischen Orten Diedorf und Heyerode. Kantonmaire war bis 1809 Johann Christian Medling, sein Nachfolger war Christoph Böning.
Zum Kanton gehörten die Ortschaften:

- Stadt Treffurt, mit Kleintöpfer
- Wendehausen mit Karnberg und Scharflohe
- Falken
- Schierschwende mit Gut Schönberg und Taubenthal
- Diedorf, Heyerode
- Heldra